# Olivia Grange
Olivia Grange là một chính trị gia người Jamaica. Bà đã từng là Thành viên của Quốc hội cho Saint Catherine Central từ năm 1997 và là Bộ trưởng Thể thao, Thanh niên và Văn hóa của Jamaica trong suốt thời gian của chính phủ Đảng Lao động Jamaica từ năm 2007 đến 2011. 
Cô hiện là Bộ trưởng Bộ Thể thao, Văn hóa, Giải trí và Giới tính sau khi JLP được bầu vào chức vụ năm 2016. 